# Echinocereus coccineus
Espèce
Synonymes
- Cereus coccineus var. melanacanthus Engelm.[1]
- Cereus hexaedrus Engelm.[1]
- Cereus neomexicanus (Standl.) Tidestr.[1]
- Cereus paucispinus Engelm. & Bigelow[1]
- Cereus roemeri Muehlenpf.[1]
- Echinocereus aggregatus (Engelm.) Rydb.[1]
- Echinocereus canyonensis Clover & Jotter[1]
- Echinocereus decumbens Clover & Jotter[1]
- Echinocereus engelmannii var. decumbens (Clover & Jotter) L.D.Benson[1]
- Echinocereus hexaedrus Rumpler[1]
- Echinocereus krausei De Smet in Foerster[1]
- Echinocereus matudae Bravo[1]
- Echinocereus neomexicanus Standl. (pro sp.)[1]
- Echinocereus paucispinus (Engelm.) Engelm. ex Rümpler[1]
- Echinocereus roemeri (Muehlenpf.) Engelm. ex J.N.Haage[1]
- Echinocereus toroweapensis (P.C.Fisch.) Fürsch[1]
- Mammillaria aggregata Engelm. ex S. Watson[1]

Echinocereus coccineus est une espèce de plantes de la famille des Cactaceae.

## Liste des sous-espèces et variétés
Selon Tropicos (27 juillet 2019) (Attention liste brute contenant possiblement des synonymes) :
- sous-espèce Echinocereus coccineus subsp. aggregatus (Engelm. ex S. Watson) W. Blum, Mich. Lange & Rutow
- sous-espèce Echinocereus coccineus subsp. coccineus
- sous-espèce Echinocereus coccineus subsp. mojavensis (Engelm. & J.M. Bigelow) N.P. Taylor
- sous-espèce Echinocereus coccineus subsp. paucipspinus (Engelm.) W. Blum, Mich. Lange & Rutow
- sous-espèce Echinocereus coccineus subsp. paucispinus (Engelm.) W. Blum
- sous-espèce Echinocereus coccineus subsp. roemeri (Muehlenpf.) W. Blum, Mich. Lange & Rutow
- sous-espèce Echinocereus coccineus subsp. rosei (Wooton & Standl.) W. Blum & Rutow
- sous-espèce Echinocereus coccineus subsp. santaritensis (W. Blum & Rutow) M.A. Baker
- variété Echinocereus coccineus var. arizonicus (Rose ex Orcutt) D.J. Ferguson
- variété Echinocereus coccineus var. gurneyi (L.D. Benson) K.D. Heil & S. Brack
- variété Echinocereus coccineus var. inermis (K. Schum.) J.A. Purpus
- variété Echinocereus coccineus var. kunzei (Gürke) Backeb.
- variété Echinocereus coccineus var. octacanthus (Muehlenpf.) Boissev.
- variété Echinocereus coccineus var. paucispinus D.J. Ferguson
- variété Echinocereus coccineus var. rosei (Wooton & Standl.) A.D. Zimmerman